# 阿扎哈·莫哈末
丹斯里阿扎哈·莫哈末（1956年4月27日—），是一位退休的马来西亚法官和律师，从2019年8月起担任马来亚第12任首席法官，直至2022年10月退休。